# 김상국 (체조 선수)
김상국(1934년 12월 1일~)은 대한민국의 기계 체조 선수로, 1960년 하계 올림픽에 참가했다.